# Liste der Flüsse in Guyana
Dies ist eine Liste der Flüsse in Guyana, gruppiert nach Einzugsgebiet. Die Nebenflüsse sind unter dem Namen des Hauptflusses eingerückt.
Alle Flüsse gehören zum Einzugsgebiet des Atlantischen Ozeans.
- Amazonas (Brasilien)
  - Rio Negro (Brasilien)
    - Rio Branco (Brasilien)
      - Takutu
        - Ireng
- Corantijn (auch „Courantyne“ geschrieben)

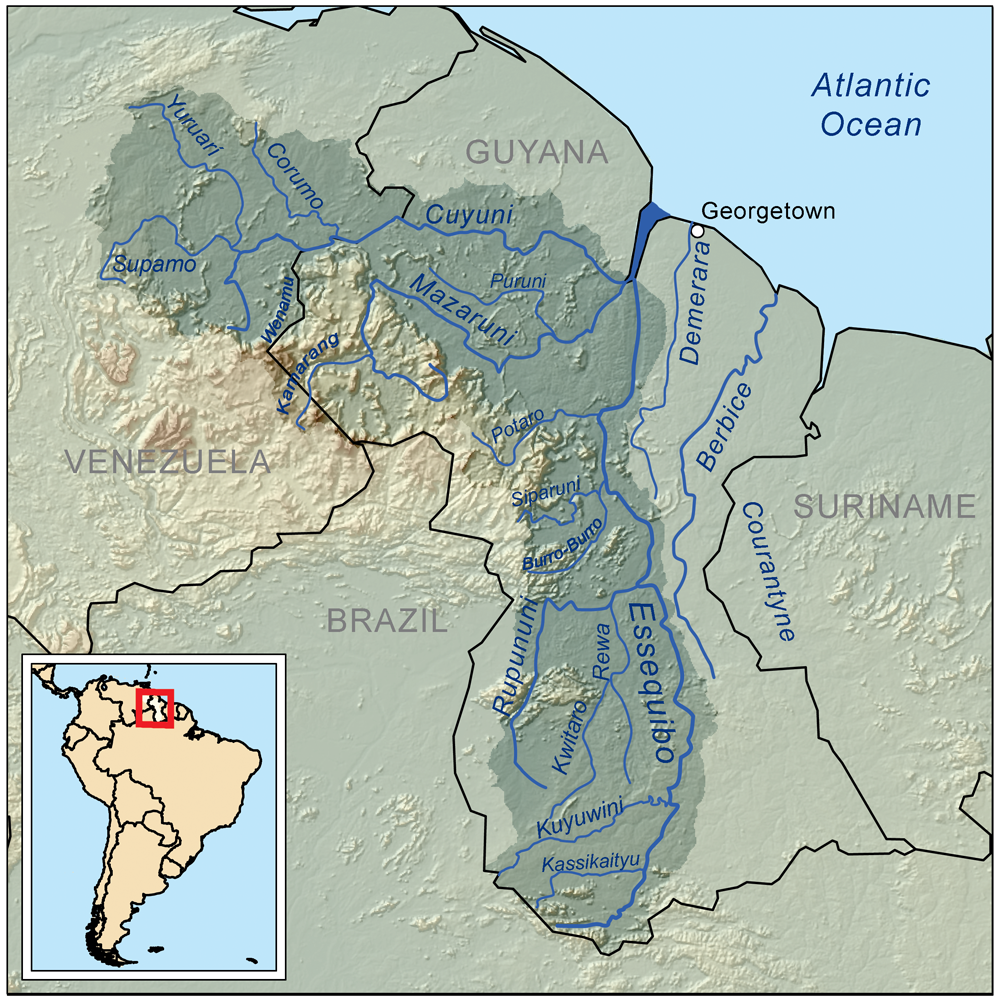
Einzugsgebiet des Essequibo

  - Koetari
  - Coeroeni
  - New River
    - Oronoque River
- Berbice
  - Canje River
- Abary
- Mahaicony River
- Mahaica River
- Demerara River
  - Haiama River
  - Haianari Creek
  - Haiakwa Creek
  - Kuruabaru River
  - Madawini
  - Kamuni
  - Hauraruni
  - Tenabu
  - Madabadeen

- Essequibo
  - Mazaruni
    - Kako River
    - Kukui
    - Kamarang River
      - Eping River

    - Issineru River
    - Meamu River
    - Kurupung River
    - Merume River
    - Puruni River

  - Cuyuní
    - Akarabisi
    - Arimu River
    - Ekereku River
    - Iroma
    - Akarabisi
    - Kopang
    - Oko River
    - Wenamu River
      - Akaiwang River

  - Potaro
    - Arnik River
    - Kuribrong River

  - Konawaruk River
  - Siparuni River
    - Burro-Burro River

  - Rupununi River
    - Rewa River
      - Kwitaro River

  - Kuyuwini River
  - Kassikaityu River
- Pomeroon
  - Wakapau River
- Moruka River
- Waini River
  - Barama River
- Orinoco (Venezuela)
  - Barima River
    - Kaituma River

  - Amacuro River (Amakura River)